# Тартак (Жмеринський район)
Тарта́к — село в Україні, у Жмеринській міській громаді Жмеринського району Вінницької області,

## Географія
Розташовується за 4 км від м. Жмеринка. Розташована на шляху від м. Жмеринка до смт Браїлів. Розміщене на річці Рів. Має мальовничі краєвиди — ставок на річці Рів, ліс. Сусіднє село — Рів.

## Транспорт
- Залізничний пункт зупинки Тартак щодня приймає приміські та регіональні поїзди. Розклад руху доступний тут.
- Приміськими поїздами сполучення можна доїхати до Жмеринки, Гнівані, Вінниці, Калинівки, Козятина.
- У Жмеринці можлива пересадка в бік Вапнярки, Хмельницького, Могилева-Подільського.
- У Козятині — в бік Фастова, Києва, Погребища, Жашкова (Тетіїв), Христинівки (Липовець, Оратів), Бердичева, Шепетівки, Рівного, Коростеня (Житомир).

## Прадавні часи
На території села розкопано поховання доби міді, що відноситься до культури кулястих амфор. Знаходиться воно на глибині 0,2 метра від поверхні. Під час оранки тут було виявлено давню гробницю, що складалася з вапнякових плит, її дно викладено камінням. Всередині гробниці знаходилося два скелети у випростаному стані: один — головою на схід, другий — на захід. Поховання дає можливість вивчити культуру, історію, територію розселення племен в період міді.

## Історія села
По грошовому акту, здійсненому між рідними братами і сестрами в Подільській Цивільній Палаті 1859 року 12 лютого за № 17, записано, що поміщик сіл Тартака і Леляків — Тит Гілярієв Дембицький. Загальна кількість землі с. Леляки і Тартак — 873 дес, у поміщика 427 дес, у селян 446 дес, відповідно було і бобилів, що залишились без наділу землі 8 і 4. Населення становило 271 особу.
1905 року власниками Тартака були П.і К.Раллі. В селі нараховувалось 96 дворів і 616 жителів, діяли церковно-приходська школа, два вапнякові заводи і млин. В середині 30-х років XX ст. в колгоспі ім.12-річчя РСЧА(Робітничо-селянської червоної армії) були вівчарня, свинарник, корівник, пташник…
Наприкінці 1950 років Тартацький колгосп увійшов до складу Леляцького. У березні 2000 року утворено селянсько-фермерське| господарство «Нива».
Всього землі 370 га.
12 червня 2020 року, відповідно до Розпорядження Кабінету Міністрів України від  № 707-р «Про визначення адміністративних центрів та затвердження територій територіальних громад Вінницької області», увійшло до складу Жмеринської міської громади.
19 липня 2020 року, в результаті адміністративно-територіальної реформи та ліквідації Жмеринського району, село увійшло до складу новоутвореного Жмеринського району.